# Ahmed Ganmia

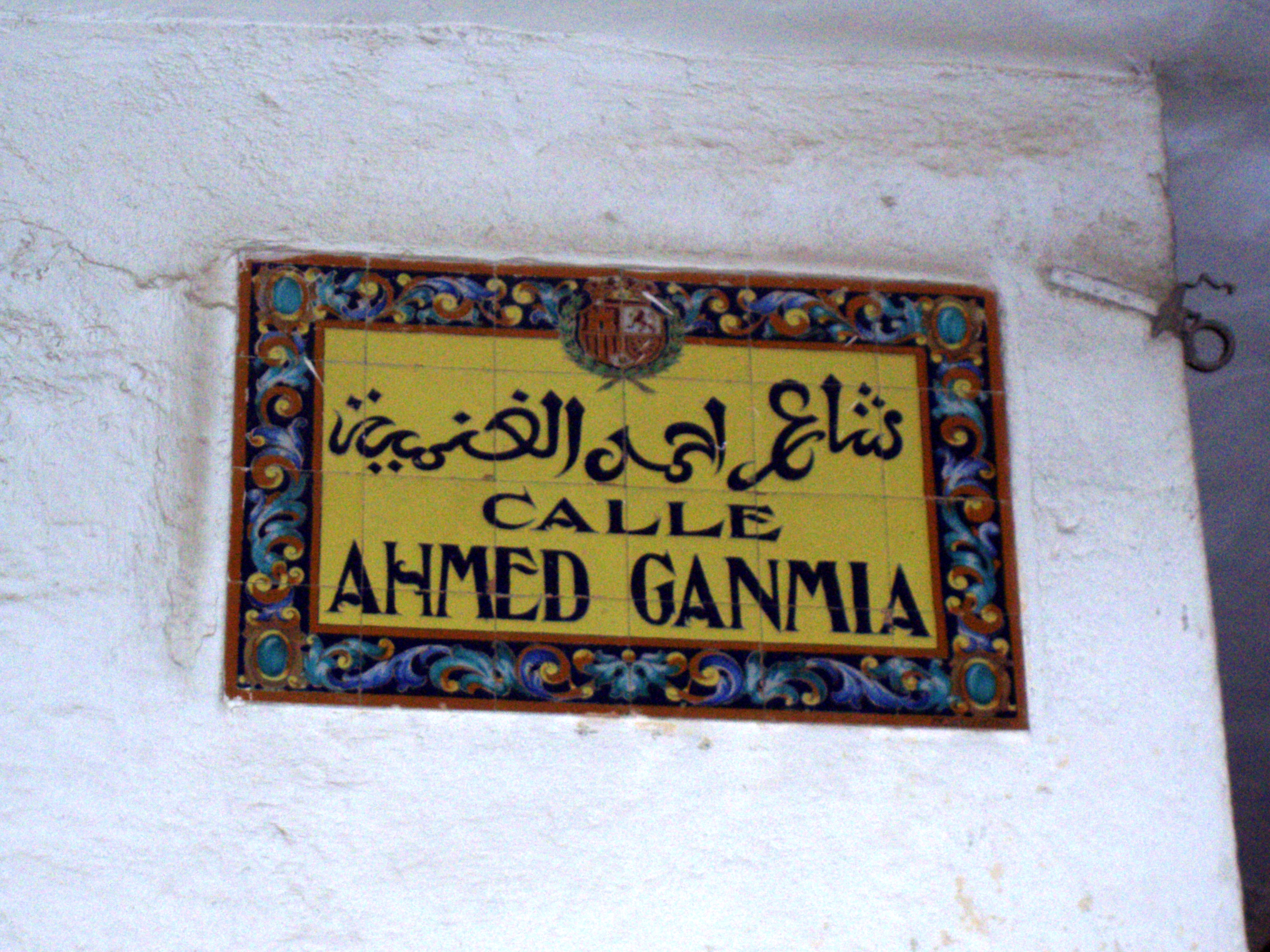
Placa colonial en una calle de Tetuán con el nombre del gran visir Ahmed Ganmia.

Sidi Ahmed Ben Hach Abd el Krim Ganmia (Tetuán, 1863 - 21 de julio de 1945) fue el Gran Visir del Majzén (المخزن), fue un hombre versado en todas las ramas de las ciencias islámicas y caballero laureado de la Orden de San Fernando por su decisiva intervención en Tetuán para evitar una sublevación a causa del bombardeo de la mezquita por la aviación republicana el 18 de julio de 1936. 

## Biografía
El sultán, Muley Abd al-Aziz, le nombró para importantes cargos de Aduanas, en Ain Yedida, Casablanca y otras ciudades.
Fue nombrado Gran Visir del Majzen el 5 de julio de 1931.
Muy respetado y querido en todo Marruecos por su bondad y dotes de gobierno.

### Guerra Civil
La mañana del 19 de julio, Francisco Franco llegó a Tetuán. Allí fue recibido por el Gran Visir y por el Jalifa. El segundo Decreto dictado por Franco, tras aterrizar en el Protectorado, concede la primera Laureada de guerra y lo hace precisamente al gran visir Sidi Ahmed Ben el Hach Abd el Krim el Gamnia por su heroica contención del pueblo musulmán, desmandado el día anterior tras el Bombardeo de Tetuán por parte de la Aviación republicana.

«...En la tarde del 18 de julio de 1936, un avión pirata bombardeó el barrio moro de Tetuán, alcanzando dos mezquitas y causando quince muertos indígenas. El estupor, el pánico, la indignación se apoderaron del pueblo musulmán. Las gentes, que poblaron las calles, iniciaron manifestaciones tumultuosas y la muchedumbre, aturdida y presa del terror, intentó invadir la Plaza de España, para dirigirse a la Alta Comisaría. Por razones de orden moral no era conveniente emplear la fuerza y, por otra parte, la autoridad del jefe que interinamente actuaba en Tetuán, hubiera sido precaria cuando el Alzamiento Nacional, estaba todavía en sus comienzos. 

En estas gravísimas circunstancias se recurrió a las autoridades marroquíes, encontrando el apoyo más decidido y activo en el Gran Visir Ahmed Ganmia, el cual, a pesar de sus setenta y seis años y deficiente salud, acudió a Tetuán desde su casa de campo, se lanzó a caballo por las calles, y con gran riesgo de su vida, de su prestigio y de su cargo, contuvo por completo la explosión popular, aquietando los ánimos, reduciendo a los exaltados y consiguiendo que todos regresasen pacíficamente a sus casas. Tal actuación representa un acto de extraordinario valor, de capital importancia para el éxito del Movimiento Nacional, al salvarle de las dificultades interiores que en la zona se crearía de haber tenido que emplear las armas para restablecer la tranquilidad en la ocasión referida...»
Decreto de la concesión de la Gran Cruz Laureada de San Fernando al Gran Visir Sidi Hamed Gammia.

Ese mismo día el jalifa declaró la yihad contra los españoles “sin Dios”, por lo que la Guerra Civil fue yihad antes que cruzada, ya que ese término fue utilizado por primera vez el 24 de julio, si bien en un sentido meramente metafórico, habrá que esperar al 15 de agosto, para que Mola en un discurso vincule la idea de cruzada con la guerra, al afirmar que una victoria traerá un Estado nuevo bajo el signo del catolicismo. El 23 de agosto, por primera vez un obispo, Marcelino Olaechea, obispo de Pamplona califica públicamente la guerra como cruzada en una carta publicada en Diario de Navarra "no es una guerra la que se está librado, es una cruzada". Pío XI no reconoció al bando sublevado hasta junio de 1938.

## Honores recibidos
Por disposición del alto comisario y general en jefe de las fuerzas militares españolas en Marruecos, al cadáver se le han rendido honores de general de División, en prueba del aprecio de la nación protectora a tan ilustre personalidad. Los restos del Gran Visir fueron exhumados en la Mezquita de Sidi Alí Ben Raison.